# Franklin Green
Franklin Green (n. 5 mai 1933, Chicago, Illinois, SUA – d. 24 august 2003, Grand Junction, Colorado, SUA) a fost un trăgător de tir ce a reprezentat Statele Unite ale Americii, medaliat olimpic. A participat la o ediție a Jocurilor Olimpice (1964) în care a câștigat o medalie de argint.

## Participări
Lista de mai jos prezintă principalele competiții la care a participat Franklin Green de-a lungul carierei.
- shooting at the 1964 Summer Olympics – men's 50 metre free pistol[*]